# Steven Morrissey
Steven Morrissey (Portmore, 25 luglio 1986) è un calciatore giamaicano, attaccante del VIFK.

## Carriera

### Club
Ha collezionato oltre 100 presenze nella prima divisione finlandese con il VPS.

### Nazionale
Ha partecipato al campionato nordamericano di calcio Under-20 2005.